# Thalassema ochotica
Thalassema ochotica är en djurart som tillhör fylumet skedmaskar, och som beskrevs av Pergament, T.S. 1961. Thalassema ochotica ingår i släktet Thalassema och familjen Echiuridae. Inga underarter finns listade i Catalogue of Life.